# Biel Ballester
Biel Ballester (Mallorca, 1974 –) cigány (spanyol) gitárművész. Dalai szerepelnek Woody Allen „Vicky Cristina Barcelona” című filmjében.

## Pályafutása
Klasszikus gitárjátékot tanult Àlex Garrobé irányítása alatt a barcelonai Escola D'Arts Musicals Luthierben. Django Reinhardt zenéjét tizennyolc éves korában fedezte a maga számára fel.
Ballester zenéje a cigány dzsessz és a spanyol zene fúziója.
Leo Hipauchával (ritmusgitár) és Oriol Gonzálezzel (nagybőgő) megalakította a Biel Ballester triót.
Woody Allennel a Vicky Cristina Barcelona című film forgatása során ismerkedett meg. Allen a forgatás alatt – mint dzsesszklarinétos – gyakran játszott Ballesterrel, és Ballester két dalát be is építette a kész filmbe.
A Biel Ballester Trio – más zenészek részvételével is − olyan klasszikusok zenéjét is játssza, mint Milt Jackson, Hank Jones, Phil Woods, Tommy Flanagan, Benny Carter, Clark Terry, Roy Hargrove, Jesse Davis, Harry Allen, Nicholas Payton, Eric Alexander, Mulgrew Miller, Benny Green, Eric Reed, Terell Stafford.

## Albumok
- 2005: Echoes from Mallorca
- 2006: Live in London
- 2008: Bistro de Barcelona
- 2011: Jazz a l'Estudi
- 2011: Avanti!
- 2013: Jon Larsen, Short Stories from Catalonia
- 2015: Melodium Melodynamic
- 2015: The Lowdown

## Filmek
- Biel Ballester az IMDb-n